# Bejeweled (chanson)
Pour l’article homonyme, voir Bejeweled.
Bejeweled est une chanson de l'auteure-compositrice-interprète américaine Taylor Swift. Elle est issue de son dixième album studio Midnights sorti en 2022.

## Accueil critique
Pour Allegra Frank du Daily Beast, Bejeweled est la pire chanson de l'album Midnights. Elle déclare qu'elle sonne comme une composition oubliée de Jack Antonoff qu'il aurait donné à Taylor Swift pour remplir son album.

## Clip vidéo
Il débute par un plan sur Taylor Swift, qui joue le personnage surnommé « House Wrench Taylor » et inspiré de Cendrillon, en train de nettoyer le sol d'un grenier. Ses trois demi-sœurs, Lady Este, Lady Danielle et Lady Alana, incarnées par Este, Danielle et Alana Haim du groupe Haim, entrent dans la pièce et parlent d'un bal prévu dans le château d'un prince charmant. Celui-ci a lancé une compétition à laquelle les jeunes femmes sont invitées à participer pour gagner un château et une demande en mariage de la part du prince. Les trois sœurs et leur mère qui est jouée par Laura Dern se moquent de Taylor Swift qui, elles disent, n'est pas autorisée à participer à ce concours. Durant cette séquence, la musique de fond est la chanson Enchanted (en), extraite de l'album Speak Now, jouée au violon.
Lorsque la musique de Bejeweled commence, Taylor Swift se tourne vers un tableau qui représente un portrait du prince Jack, incarné par Jack Antonoff. Un médaillon apparaît et indique à la jeune femme qu'il est l'heure pour elle de s'échapper. Elle entre dans un ascenseur et se couvre de bijoux. Elle rejoint sa fée marraine qui est jouée par Dita von Teese. Ensemble elles dansent un numéro burlesque dans des verres à cocktail à taille humaine. Elle reprend l'ascenseur pour monter au treizième étage où elle participe à la compétition du prince Jack avec un numéro de danse sur le thème des horloges. Celui-ci impressionne la reine Pat, interprétée par la maquilleuse Pat McGrath (en), qui force son fils à demander Taylor Swift en mariage. Elle refuse mais obtient tout de même le château promis à la gagnante de la compétition. Le clip se finit par un plan du château entouré de dragons, avec comme bande sonore une version instrumentale de la chanson Long Live (en).

## Classements hebdomadaires
| Classement (2022)                | Meilleure position |
| -------------------------------- | ------------------ |
| Afrique du Sud (Billboard)       | 19                 |
| Australie (ARIA)                 | 8                  |
| Canada (Hot 100)                 | 7                  |
| Canada (Digital Songs)           | 46                 |
| Croatie (Billboard)              | 21                 |
| États-Unis (Hot 100)             | 6                  |
| États-Unis (Digital Songs)       | 4                  |
| États-Unis (Streaming Songs)     | 6                  |
| France (SNEP)                    | 145                |
| Global 200 (Billboard)           | 8                  |
| Global Excl. US (Billboard)      | 9                  |
| Islande (Tónlistinn)             | 29                 |
| Lituanie (AGATA)                 | 38                 |
| Malaisie (Billboard)             | 15                 |
| Philippines (Billboard)          | 8                  |
| Royaume-Uni (UK Download Chart)  | 57                 |
| Singapour (RIAS (en))            | 8                  |
| Slovaquie (IFPI Singles Digitál) | 43                 |
| Tchéquie (IFPI Singles Digitál)  | 38                 |